# Schildkrötenschiff
| Schildkrötenschiff        | Schildkrötenschiff                       |
| ------------------------- | ---------------------------------------- |
|                           |                                          |
| Koreanische Schreibweise  |                                          |
| Hangeul:                  | 거북선                                   |
| Hanja:                    | 龜船                                     |
| Revidierte Romanisierung: | geobukseon                               |
| McCune-Reischauer:        | kŏbuksŏn                                 |
| Einsatz                   |                                          |
| Typ:                      | Kriegsschiff                             |
| Herkunftsland:            | Korea                                    |
| Eingesetzt von:           | Koreanische Marine                       |
| Krieg                     | Imjin-Krieg                              |
| Erste Herstellung         |                                          |
| Entworfen von:            | Admiral Yi Sun-sin, Leutnant Na Dae-yong |
| Entwurfsjahr:             | 1591                                     |
| Erste Herstellung:        | 27. März 1592                            |
| Anzahl:                   | 3 bis 5                                  |
| Schiffsdaten              |                                          |
| Breite:                   | 9 bis 12 Meter                           |
| Länge:                    | 30 bis 37 Meter                          |
| Besatzung:                | 80 Ruderer, 50 Soldaten                  |
| Geschützreichweite:       | etwa 200 bis 600 Meter                   |

Das Schildkrötenschiff oder Geobukseon war ein koreanischer Kriegsschifftyp, aus Holz gebaut und gepanzert. Zum Einsatz kamen die Schiffe vor allem während des Imjin-Kriegs von 1592 bis 1598.

## Geschichte
Die ältesten Hinweise auf Schildkrötenschiffe finden sich in den Annalen der Joseon-Dynastie von 1413 und 1415. Diese Schiffe wurden als Rammschiffe erwähnt, die hauptsächlich gegen Schiffe der Jurchen und japanischer Piraten eingesetzt wurden. Die Panzerung des Oberdecks dieser Schiffe bestand aus bis zu 25 cm dicken Holzplatten und geben diesem Schiffstyp damit seinen Namen.
Um 1591 begann die Neuentwicklung der Schildkrötenschiffe unter dem koreanischen Admiral Yi Sun-sin. Der Admiral, zu jener Zeit Befehlshaber der koreanischen Marine in Yosu, ahnte den Angriff der Japaner voraus und suchte nach einer Möglichkeit, die zahlenmäßige Überlegenheit der Japaner auszugleichen. Entgegen besonders im Westen populären Annahmen hat Yi Sun-sin die Schiffe nicht selbst entworfen, sondern lediglich den Anstoß zum Bau der Schiffe gegeben, während einer seiner Offiziere, Na Dae-yong, die eigentliche Konstruktion übernahm. Das erste der neuen Schildkrötenschiffe lief am 12. April (27. März nach dem chinesischen Mondkalender) 1592 vom Stapel, gerade einen Tag vor dem Beginn der japanischen Invasion Koreas.
Bei den Seeschlachten gegen die Japaner setzte Admiral Yi Sun-sin kombinierte Flotten aus Panokseon, dem Standard-Kriegsschiff der koreanischen Marine, und Schildkrötenschiffen ein. Mit dieser Kombination errang er einige spektakuläre Siege über jeweils zahlenmäßig überlegene japanische Flotten.
Nach dem Krieg wurden größere Schildkrötenschiffe gebaut, deren Drachenkopf durch einen Schildkrötenkopf ersetzt wurde.
1782 waren um die 40 Schildkrötenschiffe im Einsatz.

## Konstruktion
Die Konstruktion der Schildkrötenschiffe orientierte sich stark an der des Panokseon. Beide waren – bedingt durch die flachen Küstengewässer Koreas – flache, kahnartige Schiffe, die jeweils ein Unter-, Zwischen- und Oberdeck besaßen.
Die Schildkrötenschiffe gab es in verschiedenen Ausführungen. So variierten die Schiffe in Größe und Ausstattung. Allen gemein war, dass sie einen Rumpf aus Fichtenholz hatten und die Seiten mit bis zu 12 cm dicken Holzplatten gepanzert waren. Die Länge der Schiffe variierte von 30 bis 37 Meter. Der Schiffsrumpf hatte drei Decks, im Unterdeck befanden sich Kabinen und Vorratskammern, auf dem Zwischendeck saßen die Ruderer und auf dem Oberdeck befanden sich die Kanonen und die Soldaten. Das Oberdeck war mit eisernen Speerspitzen zur Abwehr von Enterangriffen versehen.
Angetrieben wurde das Schildkrötenschiff durch Segel, ein bis zwei Masten mit je einem rechteckigen Segel, und jeweils acht Riemen auf beiden Seiten, die von insgesamt achtzig Ruderern bedient wurden.
Das Schiff wurde durch Holznägel zusammengehalten, was zum einen den Vorteil bot, dass diese Nägel nicht rosten, zum anderen absorbierten sie einen Teil des Wassers, dehnten sich aus und sorgten dadurch für eine stabilere Verbindung der Planken. Zusätzliche, ineinander greifende Balken stützten das Oberdeck und verstärkten die Struktur des Rumpfes. Am Bug ragte ein hölzerner Drachenkopf hervor, und unterhalb dieses Kopfes befand sich ein Sporn, geformt wie ein Gesicht, knapp unter der Wasserlinie.
Der Bau von Schildkrötenschiffen war ein teures Unterfangen, da sehr große Mengen Baumaterial und zahlreiche Arbeiter benötigt wurden. Die wichtigsten Rohstoffe und Gegenstände waren Holz, Eisen, Waffen (vor allem Kanonen) und Navigationsinstrumente (Kompass). Arbeiter, Schiffbauer, Ballistiker, Konstrukteure und andere mussten eine beträchtliche Zeit arbeiten, um ein Schildkrötenschiff fertigzustellen. Diese Umstände wurden jedoch wegen der Kampfkraft des Schiffes in Kauf genommen.

## Besatzung
Die Besatzung der Schildkrötenschiffe bestand aus bis zu 80 Ruderern, wobei jeweils fünf Mann eine Einheit bildeten, die einen Riemen bediente. Um die 50 Soldaten befanden sich an Bord, darunter der Kapitän und die sonstige Seemannschaft. Die kämpfende Truppe bestand aus Artilleristen und Bogenschützen. Zum Teil wurden auf den größeren Schildkrötenschiffen auch Landungstruppen transportiert.

## Bewaffnung
Schildkrötenschiffe waren mit 24 bis 36 Kanonen ausgestattet, meist mit 30, wobei elf an jeder Seite und jeweils zwei an Bug und Heck angebracht waren. Weitere Geschütze befanden sich im Bug unterhalb des Drachenkopfes.
Es waren Kanonen unterschiedlicher Bauweise im Einsatz. Sie trugen die Namen Cheon (Himmel), Ji (Erde), Hyeon (schwarz), Hwang (braun) und Seung (Sieg). Die Seung war die leichteste Kanone und hatte eine effektive Reichweite von 200 Metern, die Cheon war mit einer Reichweite von 600 Metern die stärkste. Die Hyeon und die Hwang waren von mittlerer Größe und feuerten meist mit Brandgeschossen. Die Hwacha stellte eine Art Mehrfachraketenwerfer dar, der ebenfalls zur Zeit der Schildkrötenschiffe verfügbar war; allerdings ist die direkte Verwendung dieser Waffe auf den Schiffen bisher nicht nachgewiesen.
Der Drachenkopf selbst diente ebenfalls als Waffe. Sein furchterregendes Aussehen sollte den Gegner einschüchtern, zum anderen konnte durch das Verbrennen einer Mischung aus Schwefel und Nitraten im Inneren des Kopfes ein giftiger Rauch erzeugt werden, der die Sicht einschränkte und zusätzlich zur Verwirrung des Gegners beitrug. Außerdem war der Drachenkopf so konstruiert, dass man durch dessen Maul ebenfalls eine Kanone abfeuern konnte. Der Sporn unterhalb dieser Skulptur diente als Rammsporn zum Angriff auf feindliche Schiffe. Außerdem gab es bis zu 100 kleine Öffnungen im Schiffsrumpf, die von Bogenschützen als Schießscharten genutzt wurden.

## Besonderheiten
Die Schildkrötenschiffe waren, trotz ihrer Größe und ihres Gewichts, durch ihre Rudermannschaften verhältnismäßig schnell und wendig, so dass sie während eines Gefechts kleinere Schiffe praktisch „überfahren“ und größere rammen konnten. Die Bestückung mit Kanonen unterschiedlicher Reichweite und Kaliber versetzte sie in die Lage, gegnerische Schiffe auf große, mittlere und kurze Entfernungen bis hin zum Nahkampf anzugreifen.
Um der zu dieser Zeit bei der japanischen Marine üblichen Taktik des Enterns eines Schiffes etwas entgegensetzen zu können, wurde das Oberdeck der flach gebauten Schiffe mit langen Eisenstacheln bedeckt.
Alle Öffnungen des Rumpfes waren so konstruiert, dass die Besatzung hinaus-, der Gegner aber nicht hineinsehen konnte. Dadurch waren die Besatzungen gegnerischer Schiffe kaum in der Lage, die Vorbereitungen zum Abfeuern der Kanonen zu beobachten, um etwa eine Feuerpause zum Entern des Schiffes auszunutzen.

## Oberdeck

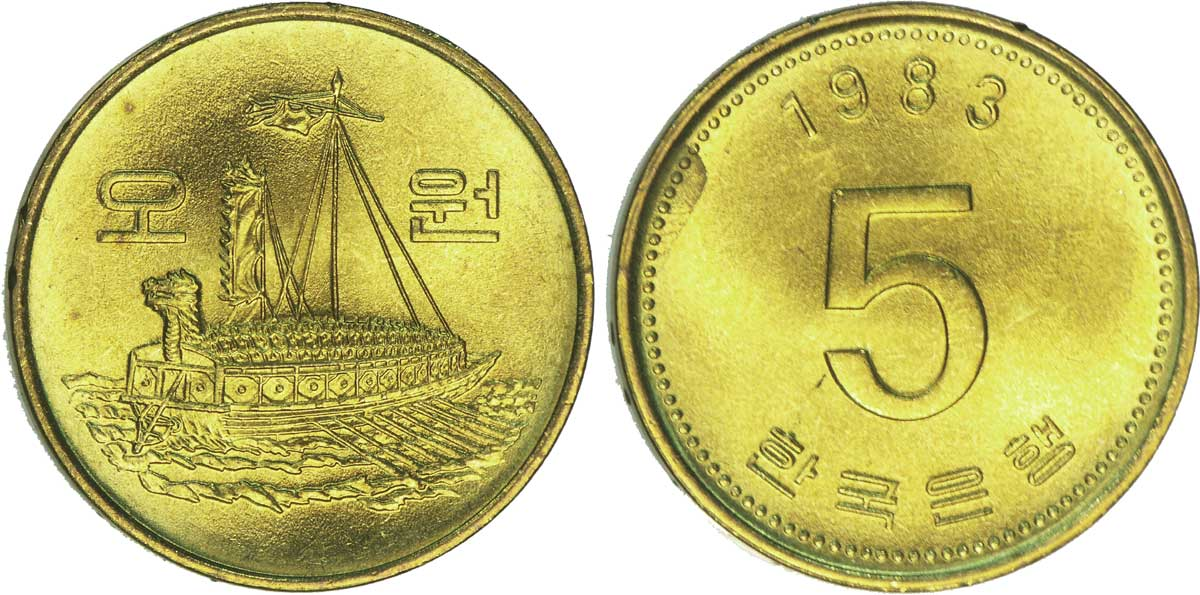
Schildkrötenschiff

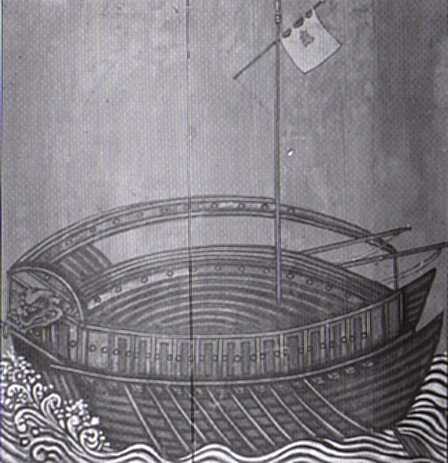
Schildkrötenschiff von 1415, das Bild zeigt keine Eisenpanzerung

Für die bisweilen in der Literatur geäußerte Behauptung, dass das Oberdeck der Schildkrötenschiffe mit Eisenplatten gepanzert sei, gibt es keine hinreichenden Belege. Allgemein gilt, dass die zeitgenössischen Quellen sich über die Konstruktion der Schildkrötenschiffe so sehr ausschweigen, dass „wir sogar über die allgemeine Konzeption ihrer Bauweise nur begrenzt Bescheid wissen“. Zweckdienliche Hinweise lassen sich vor allem aus zwei Quellen gewinnen, den koreanischen und japanischen Kriegsberichten.

### Zeitgenössische koreanische Kriegsberichte
Koreanische Primärquellen erwähnen keine Panzerung der Schiffe:
Admiral Yi Sun-sin selbst erwähnt in seinem umfassenden Kriegstagebuch kein eisengepanzertes Dach. Allerdings schreibt er in einem Kriegsbericht vom 14. Juni 1592 einmal von „Eisenspitzen“, die vom Dach hervorstehen:
„… angesichts der Bedrohung durch die bevorstehende japanische Invasion habe ich eigens dafür ein Schildkrötenschiff gebaut, das einen Drachenkopf am Bug besitzt, durch dessen Maul man mit Kanonen schießen kann und dessen Rückseite (Oberdeck) mit Eisenstacheln versehen ist (gegen feindliches Entern). Die Besatzung innendrin kann den Gegner draußen beobachten, ohne selbst von draußen gesehen werden zu können. Das Schiff kann mitten unter einige hundert Feinde vordringen und sie unter Beschuss nehmen …“
Der Neffe des Admirals Yi Pun, der den Krieg miterlebt hat, erwähnt in seiner Biographie kurz, dass der obere Teil (das Oberdeck) mit Planken bedeckt gewesen sei, die mit klingenartigen Spitzen beschlagen gewesen seien, ohne aber weitere Details bezüglich des verwendeten Materials zu nennen und ohne Eisenplatten zu erwähnen.

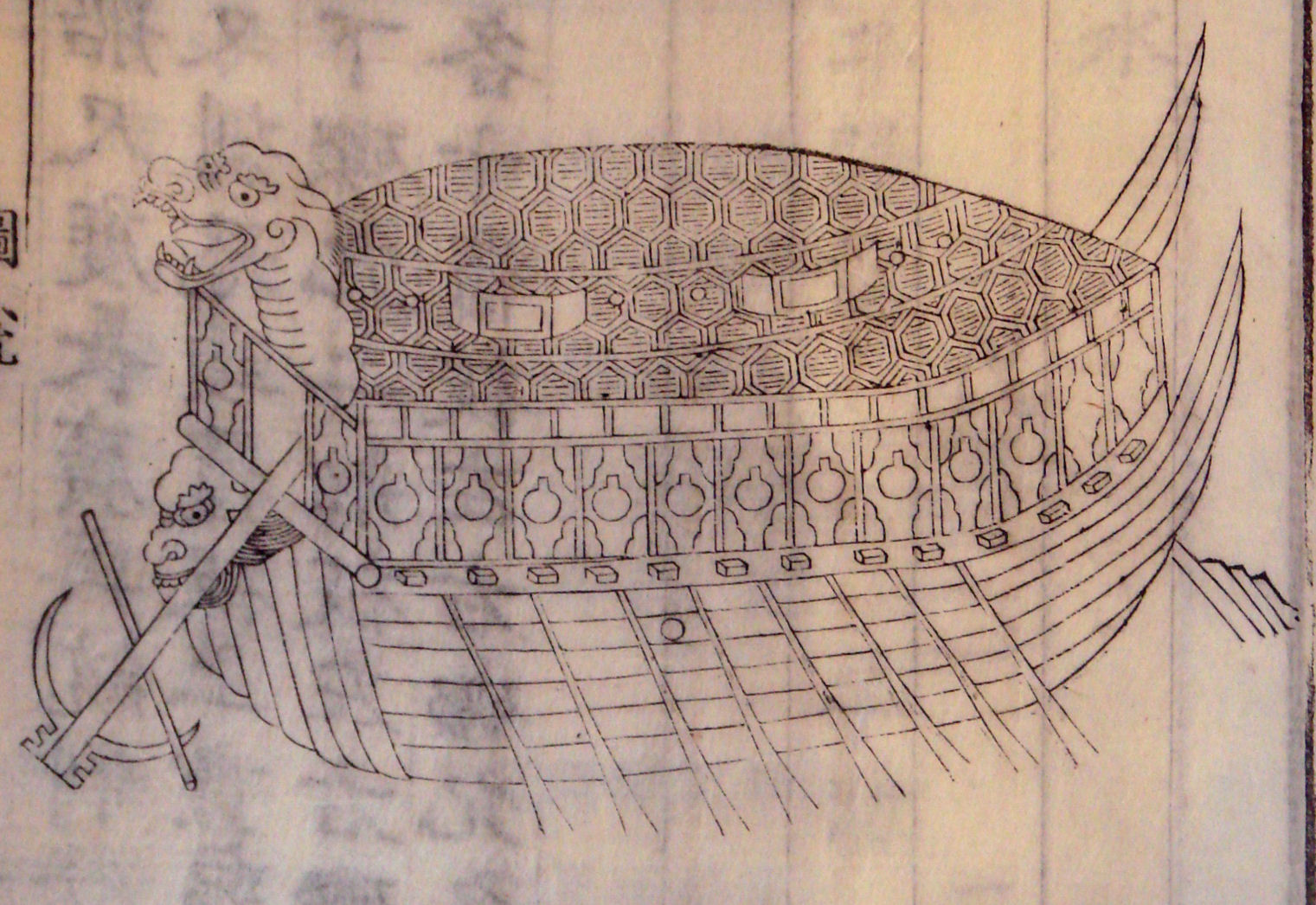
Schildkrötenschiff des 16. Jahrhunderts auf einem Bild von 1795

### Zeitgenössische japanische Kriegsberichte
Ein japanischer Kriegsbericht namens Schiffskämpfe in Korea enthält eine Beschreibung einer Schlacht vom 9. Juli 1592 durch zwei japanische Kommandeure:
„Um acht Uhr morgens griff die feindliche Flotte (Yi Sun-sins Flotte), die aus 58 großen und ungefähr 50 kleinen Schiffen bestand, unsere an. Drei der großen Schiffe waren blinde Schiffe (Schildkrötenschiffe), mit Eisen bedeckt.“
Der Text, der sich auf Ereignisse drei Wochen nach der Beschreibung der Schildkrötenschiffe durch Yi Sun-sin bezieht, gibt jedoch keine weiteren Hinweise darauf, ob das Oberdeck oder die vom Oberdeck hervorstehenden, eisernen Spitzen gemeint waren, wie sie von Yi Sun-sin kurz zuvor beschrieben wurden.

### Spätere Quellen
Es sind keine zeitgenössischen Abbildungen bekannt, so dass das erste Bild eines Schildkrötenschiffes erst in den Vollständigen Schriften des Admirals Yi auftaucht, die zum ersten Mal zweihundert Jahre nach dem Krieg 1795 herausgegeben wurden. Die Pinselzeichnungen in dem Buch weichen in wichtigen Details von den Kriegsberichten ab: Während die hexagonale Struktur des Oberdecks der Ansicht Glauben verleihen kann, dass die Schildkrötenschiffe über eiserne Deckenplatten verfügten, hat das ungeklärte Fehlen der bezeugten Eisenspitzen zu Klagen über den „Mangel an Realismus der Pinselarbeiten der Zeichner“ geführt, was „Fragen bezüglich der Authentizität der Kriegsberichte“ aufgeworfen habe.
Es sollte erwähnt werden, dass die Eisenpanzerung der Schildkrötenschiffe, falls sie existiert hat, durch ganz andere Überlegungen bedingt war als beim Panzerschiff des 19. Jh.: Während der Rumpf der Panzerschiffe mit Eisen verkleidet war, um das Schiff vor feindlichem Artilleriebeschuss zu schützen, sollte das eiserne Dach des Schildkrötenschiffes dazu dienen, die Japaner am Entern zu hindern.

## Einsatzbereich
Schildkrötenschiffe wurden hauptsächlich zur Verteidigung entwickelt, um Truppenlandungen abzuwehren oder den feindlichen Nachschub zu stören oder bestenfalls zu unterbinden. Die weitere Verwendung bestand im Geleitschutz anderer Schiffe. Bei Seeschlachten, größtenteils zur Zeit des Imjin-Krieges, kamen Schildkrötenschiffe beim Angriff zum Einsatz.

## Der Einsatz der Schildkrötenschiffe

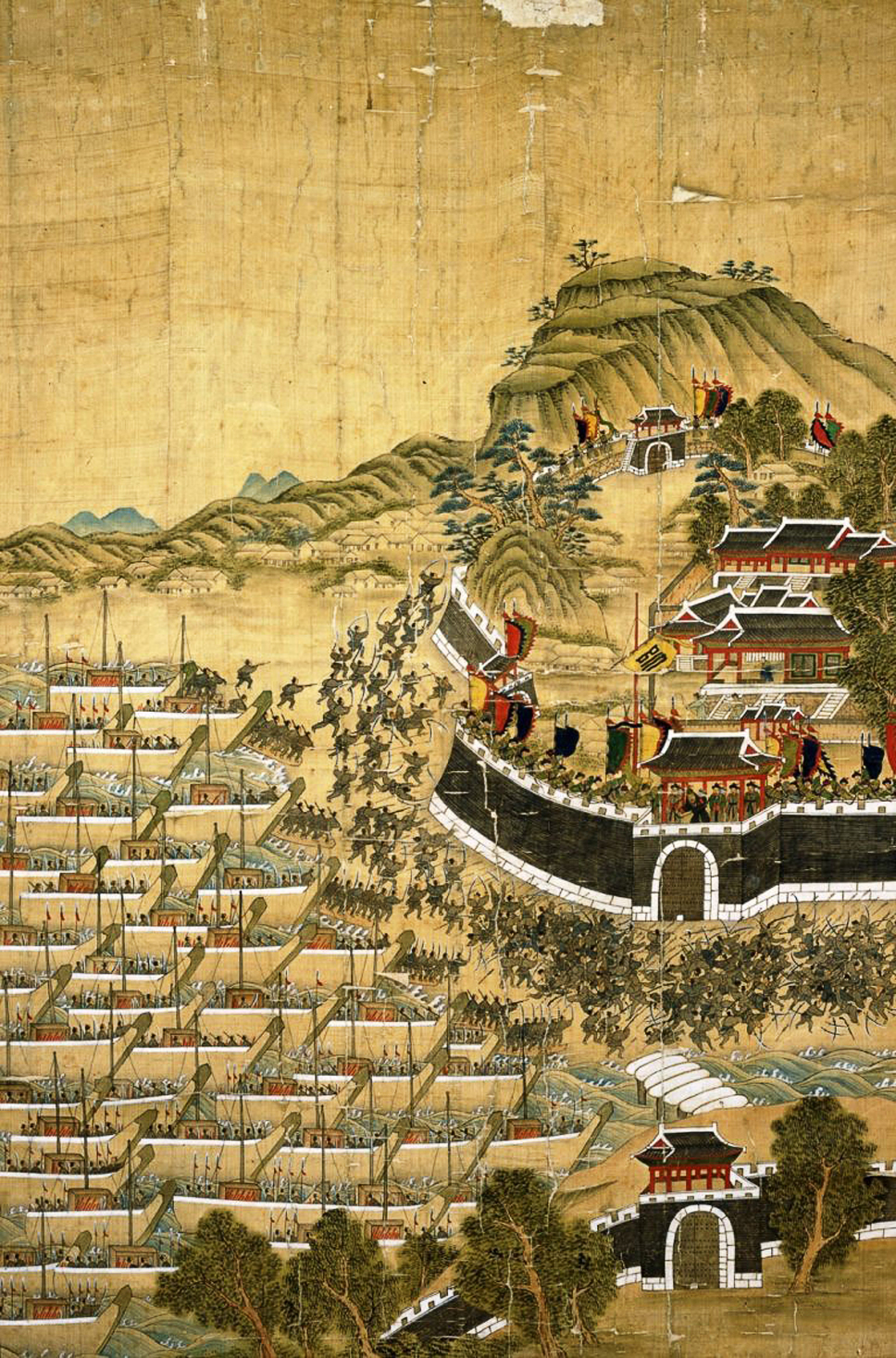
Imjin-Krieg: Belagerung von Busan durch Japan

Mit der Landung japanischer Truppen unter General Toyotomi Hideyoshi unweit von Busan, an der Südküste Koreas, begann am 23. Mai 1592 der Imjin-Krieg zwischen Japan und Korea. Innerhalb von drei Wochen überrannten die japanischen Truppen alle Verteidigungslinien der Koreaner und nahmen die Hauptstadt Seoul ein.
Etwa zu dieser Zeit griff Admiral Yi Sun-sins Flotte in das Kriegsgeschehen ein. Schildkrötenschiffe waren zwar zur Verteidigung konstruiert, aber durch die von Admiral Yi Sun-sin verwendeten Taktiken waren sie durchaus auch zum Angriff geeignet.
Die erste Seeschlacht Yi Sun-sins gegen eine japanische Nachschubflotte fand 1592 unweit des Hafens von Okpo statt. Während der Schlacht zerstörten die etwa 24 Panokseon des Admirals 13 der etwa 50 japanischen Schiffe, während auf koreanischer Seite nur ein Schiff leicht beschädigt wurde. Schildkrötenschiffe kamen bei dieser Schlacht nicht zum Einsatz.
Der erste Einsatz der Schildkrötenschiffe fand während der Schlacht von Sacheon am 29. Mai 1592 statt. Yi Sun-sins ursprünglicher Plan sah vor, eine japanische Flotte, die im Hafen von Sacheon vor Anker lag, anzugreifen. Da jedoch die hohen Klippen über der Stadt den japanischen Soldaten gestattet hätten, die Schiffe von oben anzugreifen, änderte Yi Sun-sin seinen Plan und ließ sein Geschwader unter den Augen der Japaner wenden und auf die offene See zulaufen.
Der japanische Flottenkommandant sah die vermeintliche Flucht der Koreaner und ließ einen Teil seiner Flotte die Verfolgung aufnehmen. Daraufhin ließ Yi Sun-sin sein Geschwader abermals wenden. Die Angriffsspitze der Koreaner feuerte sofort auf die Japaner. Yi Sun-sins Flaggschiff, ein schweres Schildkrötenschiff, brach in die Linie der Japaner ein und feuerte aus allen Rohren aus kurzer Distanz. Dem konzentrierten Feuer der Koreaner hatten die Japaner nichts entgegenzusetzen, so dass es gelang, sämtliche japanischen Schiffe zu versenken, während auf koreanischer Seite lediglich vier Seeleute, darunter Admiral I, leicht verletzt wurden.
Admiral Yi Sun-sin wendete diese Taktik mit Abwandlungen immer wieder an und schlug in neun Seeschlachten jeweils überlegene japanische Flotten. Die schwereren Schildkrötenschiffe liefen hinter den schnellen Panokseon her, bildeten nach einem Wendemanöver dann die Angriffsspitze gegen die japanische Flotte und konnten auf kurze Distanz feindliche Schiffe rammen und mit ihrem konzentrierten Kanonenbeschuss versenken oder in Brand setzen.
In der Seeschlacht von Chilcheonryang am 26. und 27. August 1597 wurde jedoch der gesamte Bestand an Schildkrötenschiffen zusammen mit dem fast gesamten Rest der koreanischen Flotte vernichtet, weil deren damaliger Befehlshaber Won Gyun (Yi Sun-sin war durch ein Komplott abgesetzt worden) voreilig gegen eine japanische Übermacht vorgegangen war. Nach dem Sieg über die Japaner wurde das Schildkrötenschiff anscheinend nicht mehr weitreichend verwendet; in den Geschichtsaufzeichnungen nach jener Zeit finden sich keine verlässlichen Hinweise auf dessen weiteren Einsatz.